# Плоткин, Лев Абрамович
Лев Абра́мович Пло́ткин (28 декабря 1905 (10 января 1906), Гомель — 15 апреля 1978, Ленинград) — советский литературовед, литературный критик, доктор филологических наук, профессор.

## Биография
Сын Абрама Гиршевича Плоткина. Окончил литературное отделение педагогического факультета Воронежского университета (1930). Ассистент, доцент кафедры русской литературы Воронежского педагогического института, где защитил кандидатскую диссертацию (1934). Член Союза писателей СССР с 1934 года. Работал в газете «Коммуна», заведовал отделом культуры и искусства, участвовал в литературной жизни Воронежа, организовал в феврале 1935 года выступление ссыльного Осипа Мандельштама в редакции «Коммуны» с докладом об акмеизме. Член редколлегии журнала «Подъём». В апреле 1935 года выступал с докладом о творчестве и гибели Маяковского.
С 1936 года жил в Ленинграде. Писал о Борисе Корнилове: «Лик Корнилова — лик кулацкого последыша, ненавидящего нашу социалистическую действительность лютой ненавистью. Понятно, почему Бухарин восхвалял Корнилова <…> Творчество Корнилова глубоко враждебно социалистической культуре».
В 1939 году вступил в ВКП(б). С 1938 года и. о. ученого секретаря Института русской литературы (ИРЛИ, Пушкинский Дом), с 1941 года — заместитель директора, и. о. директора ИРЛИ. С июля 1943 года — доктор филологических наук. После выхода партийного постановления о журналах «Звезда» и «Ленинград» писал о Михаиле Зощенко: «По его мнению, в основе жизни лежат низменные биологические законы… Человек в своей сути эгоистичен, своекорыстен, жаден, он стремится к личному наслаждению, ему недоступны высокие цели и стремления, заботы о своем „личном счастьишке“ являются главным двигателем всех его поступков и помыслов. Так было, так есть и так будет».
В 1949—1971 годах — профессор кафедры советской литературы Ленинградского университета. Изучал творчество Писарева, Кольцова, Никитина, современников — Пановой, Гранина. Соавтор базового школьного учебника советской литературы. В книгах и статьях с ортодоксально советских позиций писал о ленинской трактовке таких проблем, как коммунизм и судьбы культуры, место художника в эпоху революции, развитие реализма; о претворении в поэзии и прозе темы Октября, о специфике социалистического искусства. Опирался в своих оценках на официальный канон партийности и народности искусства.
О двухэтажной даче Плоткина в Комарове Анна Ахматова сказала: «На моих костях построена».
Похоронен в Комарово.
Жена — Софья Артуровна Плоткина (1907—1988).

## Основные работы
- Д. И. Писарев. — Л.: Художественная литература, 1940. — 182 с.
- Писарев и литературно-общественное движение шестидесятых годов / АН СССР, Ин-т лит. (Пушкинский Дом). — М.; Л.: Изд-во АН СССР, 1945. — 418 с.
- Сила советской литературы; Проповедник безыдейности — М. Зощенко // Против безыдейности в литературе: сборник статей журнала «Звезда» / [отв. ред. В. Друзин]. — [Л.] : Советский писатель, 1947. С. 35-52; 89-104.
- Борьба партии за высокую идейность советской литературы в послевоенный период. М.: Знание, 1956.
- Литературные очерки и статьи. Л.: Советский писатель. Ленинградское отделение, 1958. — 496 с.
- Партия и литература, Л., 1960.
- Д. И. Писарев. Жизнь и деятельность. 1962.
- Творчество Веры Пановой. М.; Л.: Советский писатель, 1962.
- Советская литература на современном этапе. М., 1963 (совм. с А. Г. Дементьевым и Е. И. Наумовым);
- Литература и война: Великая Отечественная война в русской советской прозе. — М.; Л.: Советский писатель. Ленинградское отделение, 1967. — 358 с.
- Искусство борьбы и правды. Л.: Советский писатель. Ленинградское отделение, 1971.
- Даниил Гранин: очерк творчества. — Л.: Советский писатель, Ленинградское отделение, 1975. — 247 с.
- Писатель и эпоха. Сборник статей. Л.: 1981.
- О русской литературе: А. И. Герцен, И. С. Никитин, Д. И. Писарев / Вступ. ст. М. Б. Храпченко. — Л.: Худож. лит., 1986.